# Étienne Estève
Pour les articles homonymes, voir Estève.
Étienne Estève, né le 11 octobre 1771 à Castelnaudary et mort le 25 avril 1844 à Villepinte, est un général français de la Révolution et de l'Empire.

## Biographie
Il commence dans la carrière des armes en s'enrôlant au 4e bataillon de volontaires de l'Aude ou il passe successivement, de fourrier le 4 janvier 1794, sergent-major le 21 mars 1794, lieutenant le 22 mars 1795. Il sert à l'Armée des Pyrénées Orientales de 1793 à 1795, puis à l'Armée d'Italie de 1796 à 1798.
Lieutenant dans la 2e demi-brigade d'infanterie légère, il sert à l'Armée d'Italie en 1799 et 1800 et passe capitaine le 21 janvier 1800. Affecté à l'armée des Grisons en 1800 et 1801, il passe au corps d'observation de la Gironde  en 1801, à l'armée des côtes de Cherbourg de 1803 à 1805 puis à l'Armée du royaume de Hollande. De 1806 à 1807, il est à la Grande Armée et est nommé chef de bataillon le 31 mai 1807 avant de rejoindre l'Espagne comme major le 13 novembre 1808 devenant colonel en second du 82e régiment de ligne, puis comme colonel au 14e régiment d'infanterie. Il s'illustre le 26 novembre 1810 lors de la prise d'Ulldecona.
Fait chevalier de la Légion d'honneur le 1er octobre 1807, Estève devient officier du même ordre le 5 juillet 1808. Il obtient également le titre de baron de l'Empire en 1811 et le grade de général de brigade le 25 novembre 1813. Il participe successivement aux combats de Limonest (20 mars 1814), de Saint-Gilles-Croix-de-Vie (3 juin 1815) et des Mathes en Vendée le lendemain. Il est élevé au grade de commandeur de la Légion d'honneur le 14 septembre 1831.
Il est inhumé au cimetière de Villepinte dans l'Aude.